# Angle (esquí)

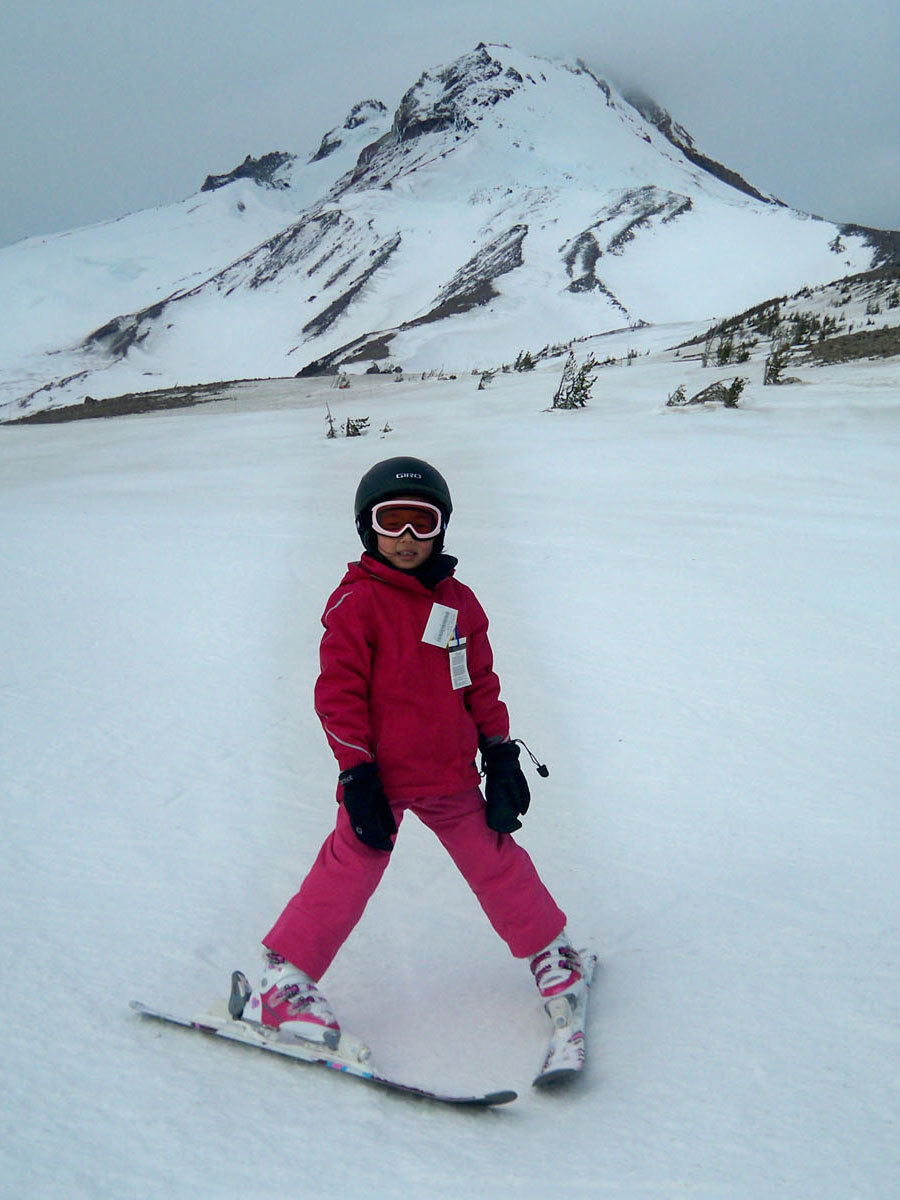

L'angle o la cunya és una modalitat o posició que adopta l'esquí a l'hora de fer una baixada de muntanya. Generalment l’angle consisteix a unir-ne les puntes de l'esquí i clavar-ne els cantells interiors a la neu per reduir la velocitat.
En podem trobar diferents tipus: 
- Angle de frenada, on hi trobem una gran obertura dels esquís i una forta pressió sobre els cantells interiors, utilitzat per aturar-se.
- Angle de lliscament, hi ha poca obertura del esquís i poca pressió sobre els cantells interiors.
- Fer angle, posar els esquís amb les espàtules juntes, les cues separades i els cantells interiors clavats a la neu movent-los tots dos simètricament, amb l'objectiu de reduir la velocitat.
- Fer mig angle, posar els esquís amb les espàtules juntes, les cues separades i el cantell interior de l’esquí desplaçat clavat a la neu movent un sol esquí, amb l’objectiu de reduir la velocitat.
- Mig angle-cristiania, viratge que es comença amb els esquís en mig angle i s'acaba amb els esquís paral·lels.
- Viratge angle-telemarc, viratge començat en angle i acabat en posició telemarc, en què el genoll de l’esquí interior és el més pròxim a la neu.
- Viratge d’angle, executat amb els esquís en angle des del començament fins al final.
- Viratge mig angel-telemarc, es comença fent un angle pel desplçament d’un sol esquí i s'acaba en posició de telemarc.